# Lâu đài Freudenfels

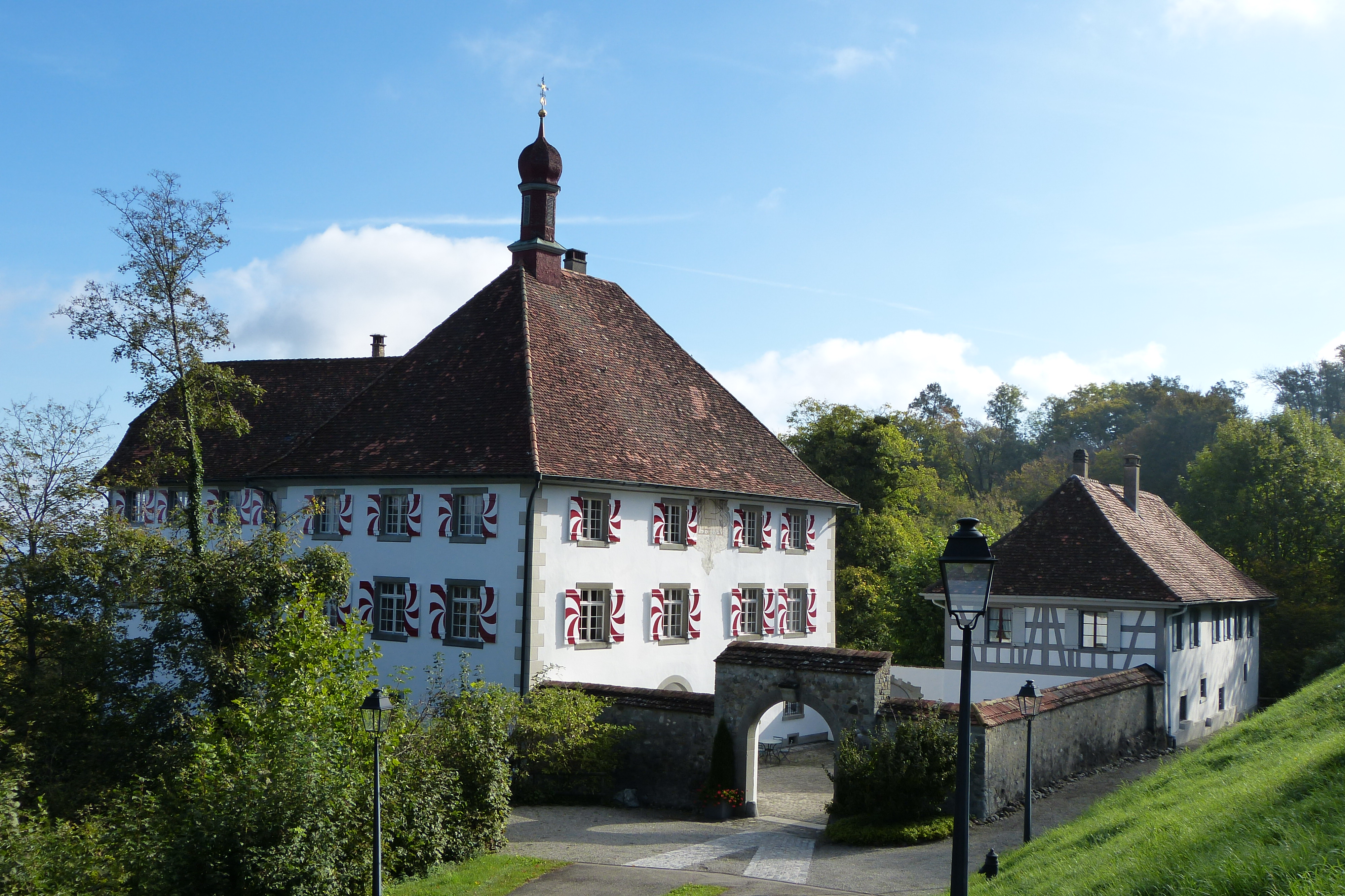
Lâu đài Freudenfels từ phía tây nam

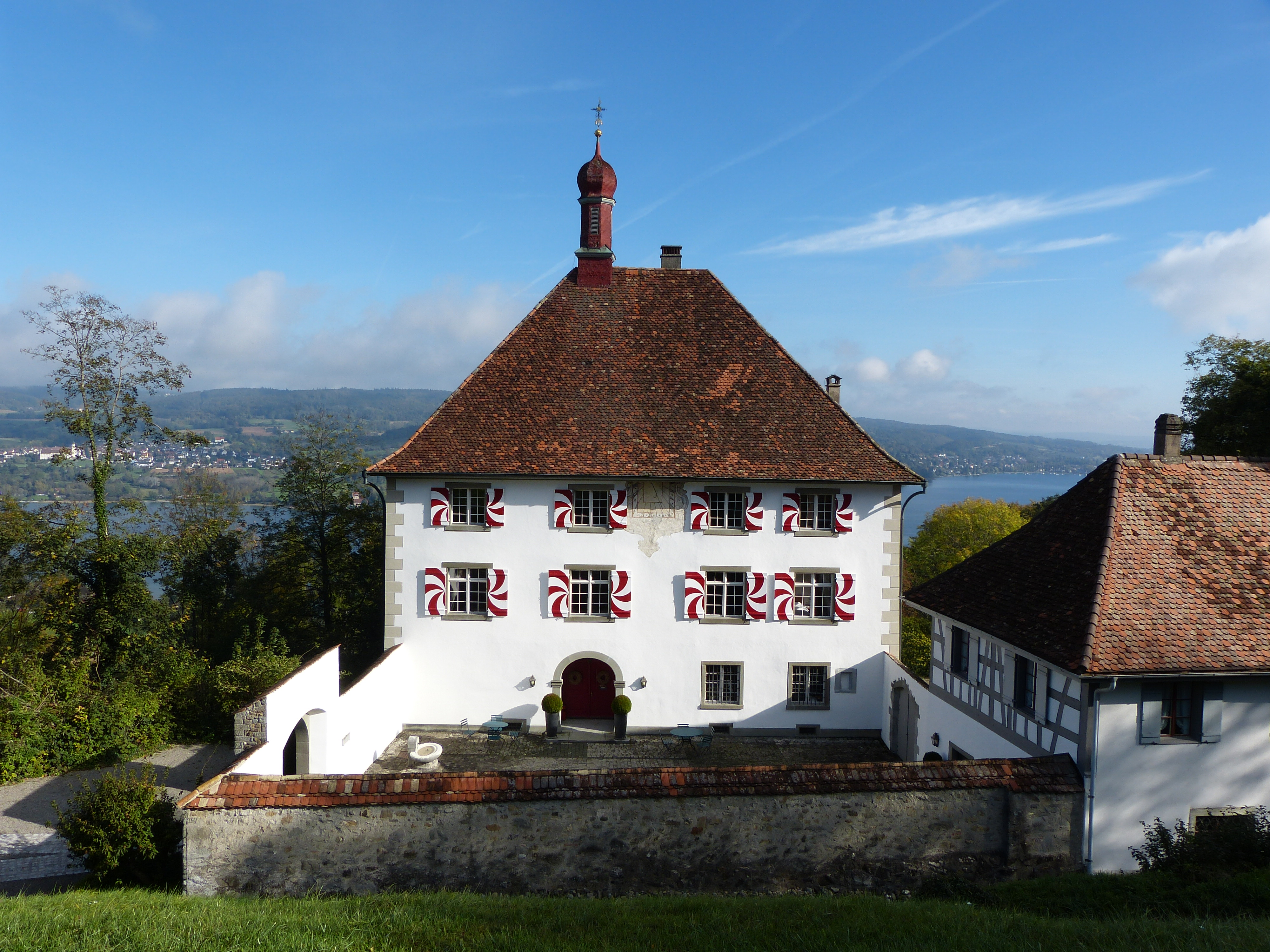
Lâu đài Freudenfels từ phía nam

Lâu đài Freudenfels là một lâu đài ở đô thị Eschenz thuộc bang Thurgau của Thụy Sĩ. Đây là một di sản có ý nghĩa quốc gia của Thụy Sĩ.